# Sesambein

Sesambeine der Großzehe

Ein Sesambein (lat. Os sesamoideum von griech. sēsamoeidēs = der Sesamfrucht ähnelnd) oder Gleichbein ist ein kleiner Knochen, der in eine Sehne eingelagert ist und für einen zusätzlichen Abstand zum Knochen sorgt. Dadurch entsteht ein größerer Hebel für die Sehne, so dass eine geringere Kraft notwendig wird, um den mit der Sehne verbundenen Knochen zu bewegen. Zudem verhindern Sesambeine, dass Sehnen bei ihrem Verlauf über ein Gelenk durch Druckbelastung geschädigt werden.

## Beispiele

### Sesambeine beim Menschen
- Das bekannteste und auch größte Sesambein ist die Kniescheibe, die in die Sehne des Musculus quadriceps femoris eingelagert ist. Durch diese Konstruktion kann das Kniegelenk leicht gestreckt werden, ohne dass der Oberschenkel noch mehr Muskelmasse aufweisen muss.
- Zwei Sesambeine liegen unter dem Großzehengrundgelenk in den Sehnen von Musculus abductor hallucis und Musculus adductor hallucis. Zwischen ihnen läuft die Sehne des langen Großzehenbeugers.
- Ein weiteres Sesambein ist das Erbsenbein, ein Handwurzelknochen, der in der Sehne des Musculus flexor carpi ulnaris liegt.

### Sesambeine beim Pferd
- Gleichbeine (Ossa sesamoidea proximalia) zwei Stück zwischen dem Fesselbein (Os compedale) und dem Röhrbein (Os metacarpale tertium bzw. Os metatarsale tertium)
- Strahlbein  (Os sesamoideum distale) zwischen dem Hufbein (Os ungulare) und dem Kronbein (Os coronale)